# Löwenbastion am Maschsee

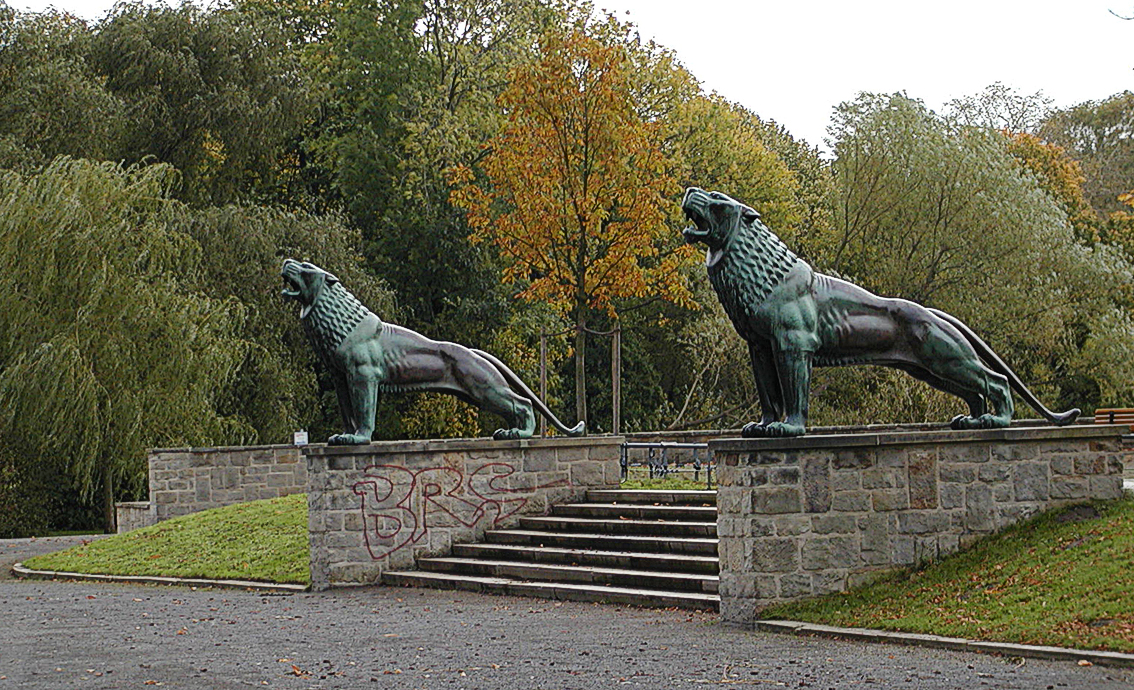
Löwen-Skulpturen des Bildhauers Arno Breker

Die Löwenbastion am Maschsee in Hannover ist eine in den 1930er Jahren errichtete Aussichtsplattform an der östlichen Uferpromenade des Sees und wird auch als Veranstaltungsort beispielsweise für Konzerte, Partys oder zur Restauration während des Maschseefestes genutzt. Standort der Anlage ist die Straße Rudolf-von-Bennigsen-Ufer im hannoverschen Stadtteil Südstadt nahe Waldhausen.

## Geschichte und Beschreibung
Die Löwenbastion wurde zur Zeit des Nationalsozialismus im Jahr 1934 im Zusammenhang mit dem Bau des Maschsees angelegt. Die Aussichtsplattform wurde im Stil einer Bastion gehalten. Das Bauwerk bildet den Endpunkt der vom Nordufer des Maschsees verlaufenden Kaimauer.
Ursprünglich sollten hier verschiedene Krokodilsfiguren des Bildhauers Peter Schumacher installiert werden. Sie wurden später jedoch im Garten der Lindemannallee 19 aufgestellt. Anstelle der Krokodile wurden 1938 zwei von dem Bildhauer Arno Breker geschaffene stehende Löwen an der Bastion aufgestellt, die dann auch Namensgeber des Bauwerkes wurden. Das Vorbild für diese Plastiken lieferte der Braunschweiger Löwe. Die beiden Namensgeber der Löwenbastion mögen zwar bedrohlich wirken, bewachen heute jedoch nur einen nahezu leeren Platz.
Das Geländer an der Bastion wurde in den 1930er Jahren von Siegfried Prütz geschmiedet.
Die Löwenbastion ist einer der Schauplätze während des alljährlichen Maschseefestes.

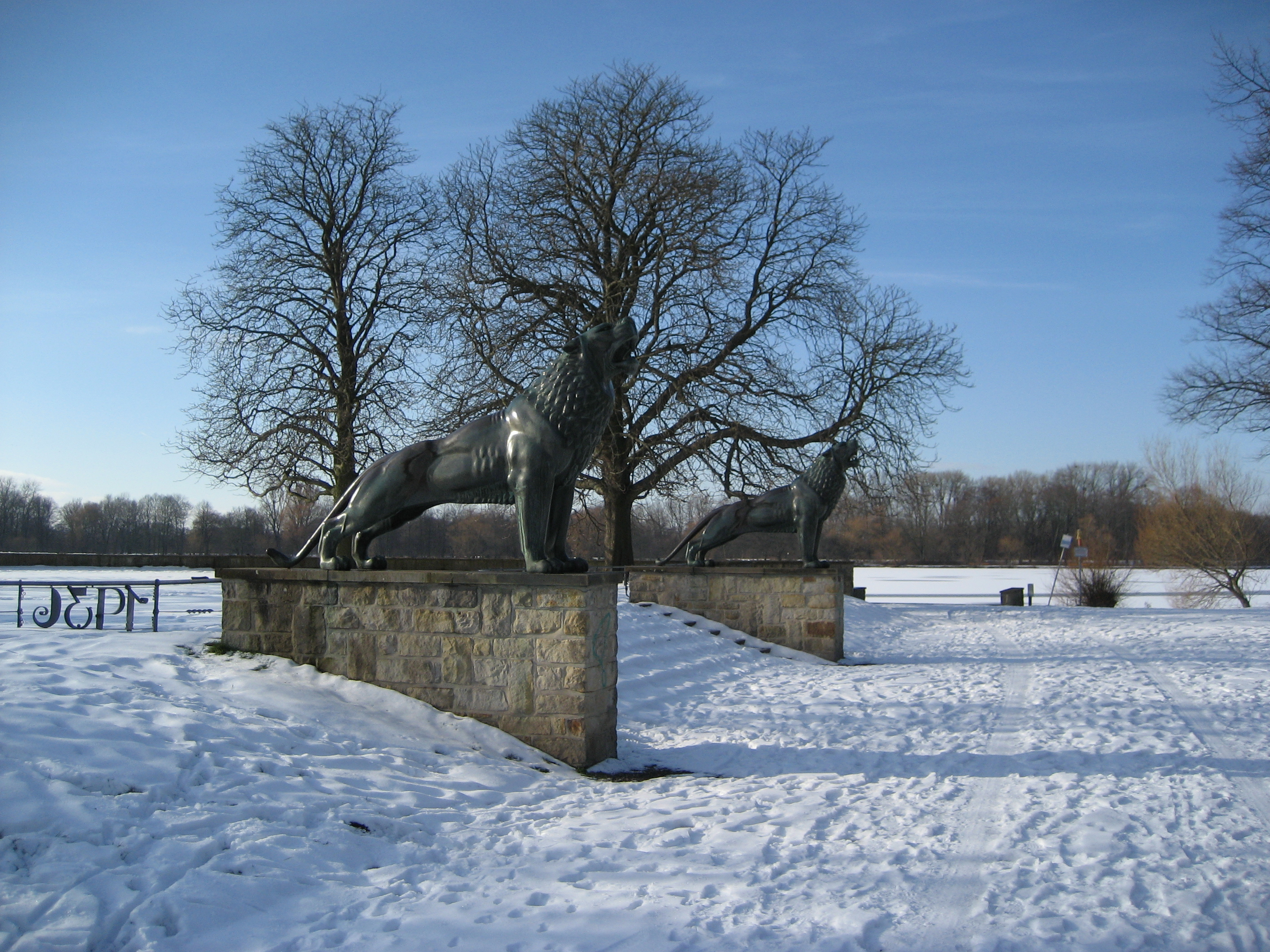
Treppe und Einfriedung der Aussichtsplattform im Winter
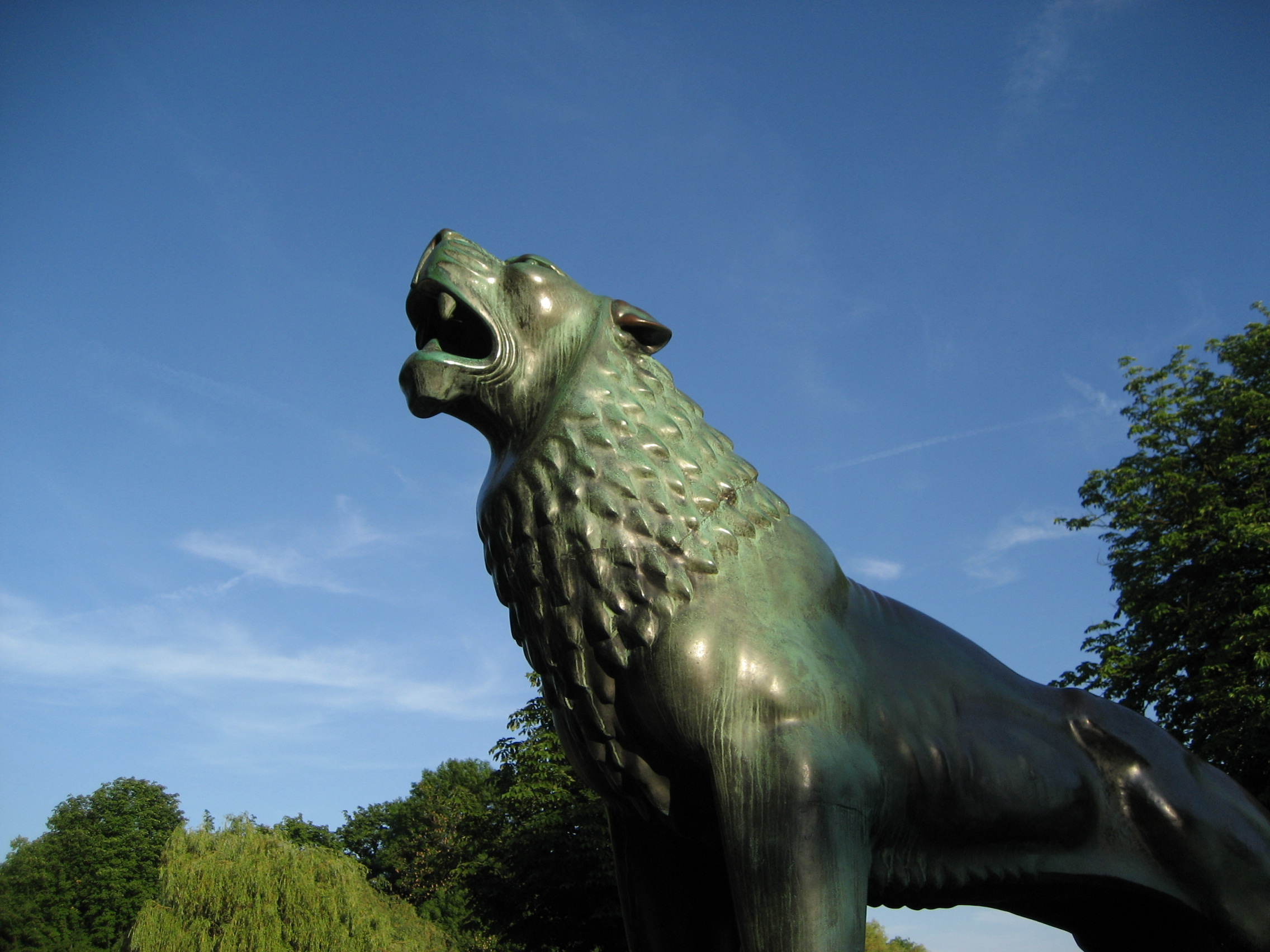
Einer der beiden Löwen-Skulpturen des Bildhauers Arno Breker
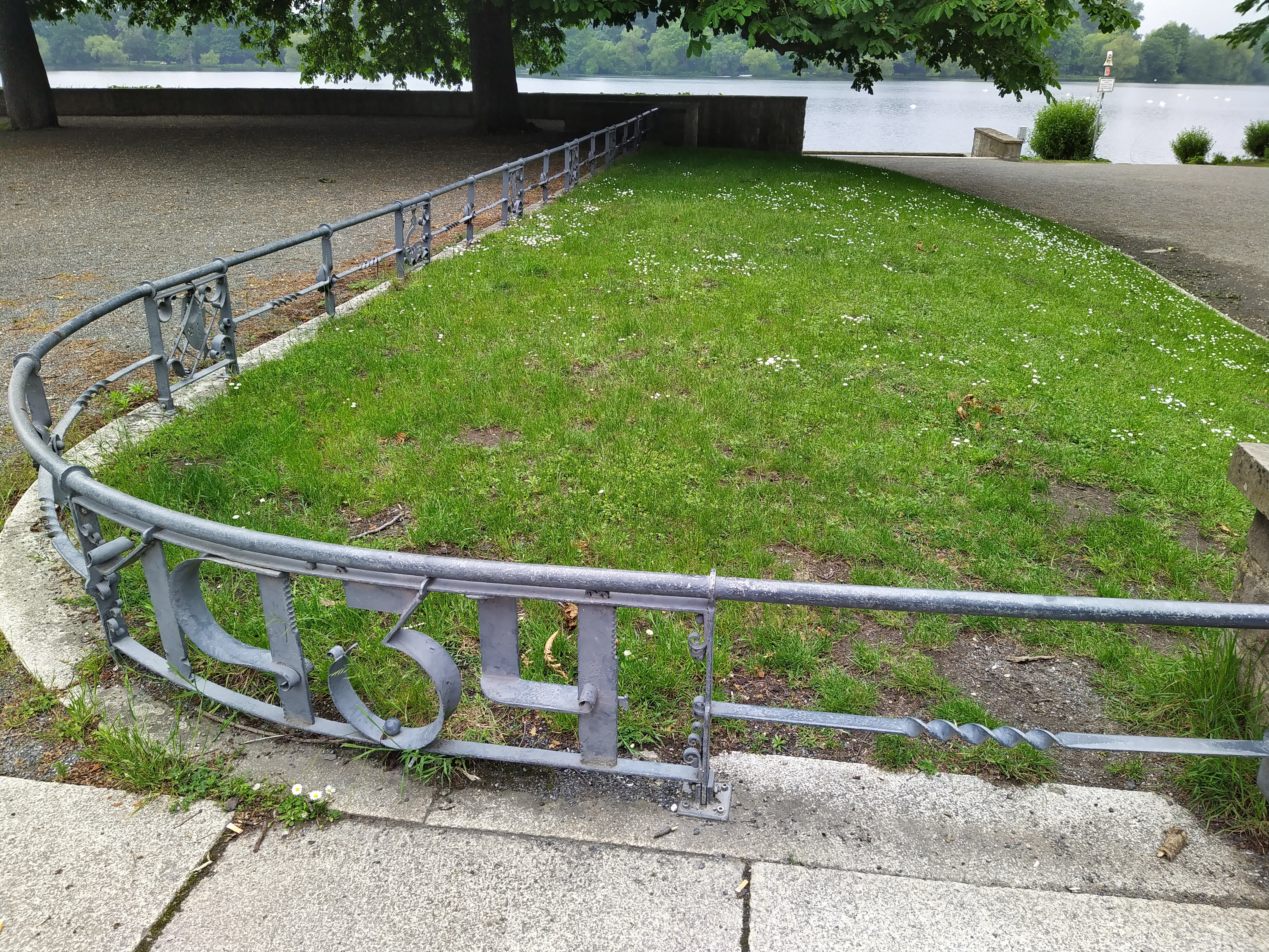
Geschmiedetes Geländer von Siegfried Prütz
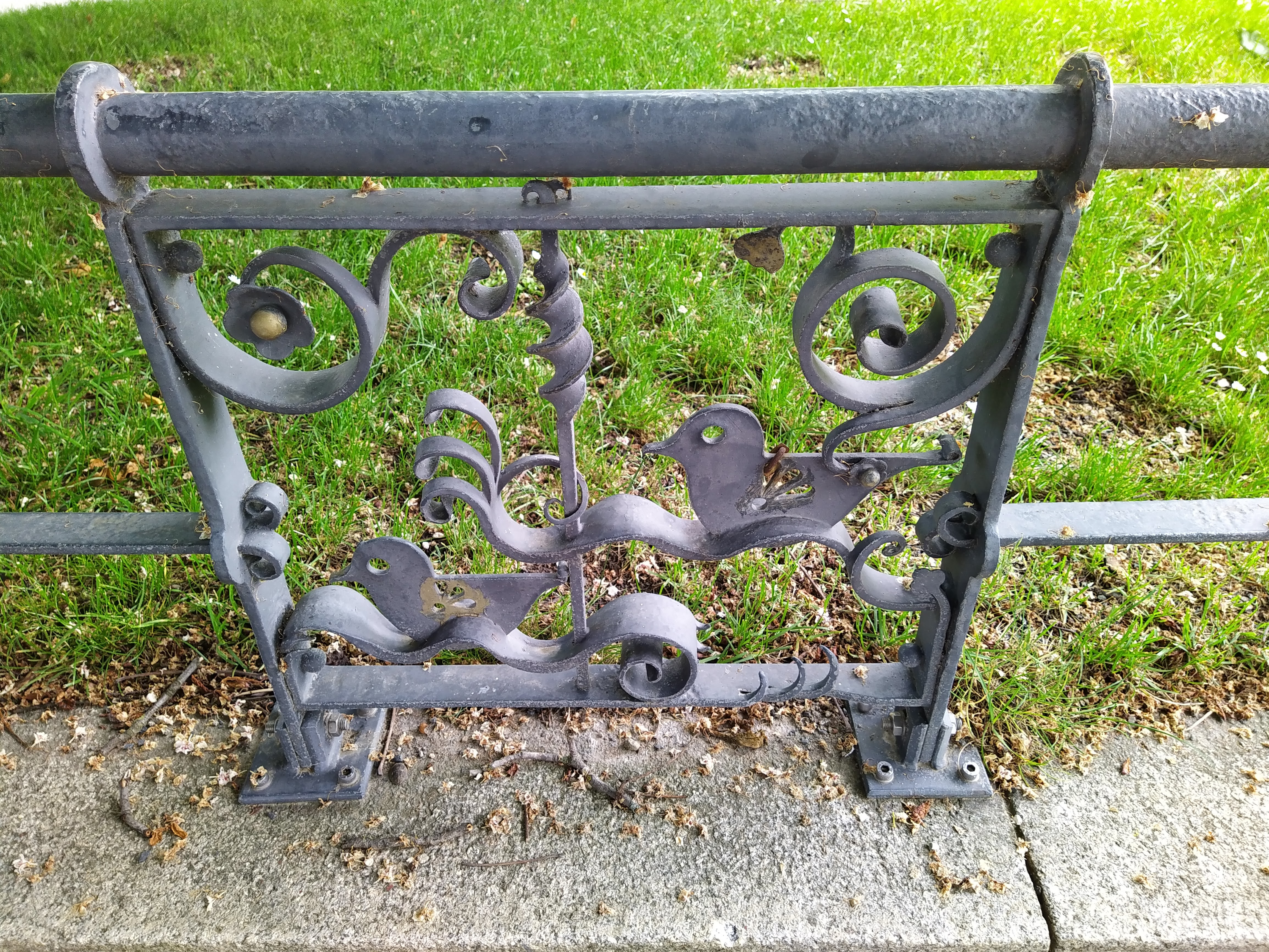
Geländer (Detail)